# Pareucephalacris ludicrus
Pareucephalacris ludicrus är en insektsart som beskrevs av Marius Descamps 1980. Pareucephalacris ludicrus ingår i släktet Pareucephalacris och familjen gräshoppor. Inga underarter finns listade i Catalogue of Life.